# Rio Campista
Rio Campista é um rio do Estado do Rio de Janeiro. Nasce na Serra da Tapera, no município de Trajano de Moraes, desaguando no rio Macabu, cerca de oito quilômetros adiante.
É o principal curso hídrico do distrito trajanense de Tapera e o primeiro contribuinte do rio Macabu após a barragem da Usina Hidrelétrica do Macabu.